# Karen Carney
Karen Carney (1987) is een Engels internationaal voetbalspeelster, die anno 2017 uitkomt voor Chelsea LFC. Ook speelde ze voor het Engels vrouwenelftal en het Brits olympisch vrouwenelftal.
Op elfjarige leeftijd begon Carney bij Birmingham City LFC, en op veertienjarige leeftijd kwam ze voor het eerst uit in het eerste team. In 2005 speelde ze haar eerste wedstrijd voor het nationale team in een vriendschappelijke wedstrijd tegen Italië, waarbij ze als invalster het vierde doelpunt scoorde. 